# کاردنیادیخو
کاردنیادیخو (به اسپانیایی: Cardeñadijo) یک شهرستان در اسپانیا است.